# Lubuya ivensii
Lubuya ivensii is een hagedis uit de familie skinken (Scincidae).

## Naam en indeling
De wetenschappelijke naam van de soort werd voor het eerst voorgesteld door José Vicente Barbosa du Bocage in 1879. Oorspronkelijk werd de wetenschappelijke naam Euprepis ivensii gebruikt en later werd de hagedis tot de geslachten Lygosoma, mabuya en Trachylepis gerekend zodat in de literatuur verschillende namen worden gebruikt. De soortaanduiding ivensii is een eerbetoon aan Roberto Breakspeare Ivens (1850–1898), die de eerste exemplaren van de soort verzamelde.

## Kenmerken
De hagedis lijkt op de soorten uit het geslacht Mabuya maar heeft een duidelijk langwerpiger lichaam. De neusgaten zijn relatief hoog op de snuit gelegen. De lichaamslengte bedraagt negen tot veertien centimeter exclusief de staart.
De vrouwtjes ontwikkelen eitje in het lichaam, maar deze worden door een placenta-achtig weefsel voorzien van voedingstoffen. Dit is erg ongebruikelijk bij reptielen.

## Verspreiding en habitat
De soort komt voor in delen van Afrika en leeft in de landen Angola, Congo-Kinshasa en Zambia.